# 이북5도행정위원회
이북5도행정위원회는 소비에트 민정청이 북한 지역의 행정을 위해 설립한 조직으로 1946년 북조선림시인민위원회로 대체됐다.